# PlayStation Store
PlayStation Store（プレイステーション ストア）とは、ソニー・インタラクティブエンタテインメントが提供しているゲームのオンラインストア。コンテンツは全てデジタルデータであり、受け取りはダウンロードによって行う。国・地域ごとにサービスが提供されているが、コンテンツの内容や名称は若干異なる（現行のストアは、日本・米国・欧州・香港の4つである。登録する地域で自動的に分けられる）。ゲームソフト、体験版、ダウンロードコンテンツ、プロモーションビデオ、ゲームアーカイブスなどを扱う。壁紙・カスタムテーマ・アバターアイコンも提供されており、メニューデザインを変更できる（キャンペーンの応募券を兼ねている場合もある）。カスタムテーマ・アバターアイコンは一部有料のものも配信している。

## 沿革
特に表記がない項目は日本国内のもの。
- 2006年
  - 11月11日 - PS3の発売と同時に「PLAYSTATION Store」としてオープン。クロスメディアバーの「PSN」アイコンから「PS Store」を選択する。PS3システムソフトウェア バージョン2.00以後であり、それまでは「ネットワーク」アイコンから選択していた。PS3システムソフトウェアバージョン2.53・PSPシステムソフトウェアバージョン5.05以前では、PS Storeへのアクセスには、必ずPSNにサインインしていなければならなかった。PSP向けコンテンツについてはPCやPS3からも購入しダウンロードできる。PCからはMedia Goのインストールが必要になった。コンテンツのダウンロードは、USB接続したPSPへと直接行う。2009年6月からであり、以前は「Media Manager for PSP」をインストールしていた。2008年10月までは、ウェブブラウザでアクセスする方式であった。また、「PSN Downloader」を介していた。ダウンロードするには既にサインインされてなければならない。
- 2007年
  - 1月24日 - ウォレットへのチャージ（入金）手段としてEdyに対応。
  - 6月上旬 - ウォレットへのチャージ手段として「PLAYSTATION Network チケット」をコンビニ・郵便局ATMで販売開始。
  - 9月20日 - PLAYSTATION Store for PCサービス開始。
  - 12月13日 - ウォレットへのチャージ手段として「PLAYSTATION Network カード」をゲーム販売店等で販売開始。
- 2008年
  - 4月15日 - リニューアルオープンされ、ユーザー操作体系も一新され、反応速度もリニューアル前より改善されている。リニューアルを記念して「PSストアで宝探し」キャンペーンを2008年4月15日から2008年5月12日まで行った。
  - 5月26日 - 「PLAYSTATION Network」の日本国内におけるアカウント総数が、100万アカウントに達したと発表[1]。アカウント100万達成を記念し、2008年6月9日まで「PLAYSTATION Network アカウント100万突破! 感謝企画 1000円×1000人プレゼントキャンペーン」を実施。
  - 6月 - 北米地域で有料サブスクリプションサービス「Qore」を開始。オリジナルの情報番組を配信したり、Qore限定/先行配信の体験版がダウンロードできる。
  - 7月 - 北米地域でPS3向けに動画の有料配信を開始。
  - 9月 - PSPから直接アクセスできるサービスの開始を発表。合わせて「PlayStation Store」と表記を変更（これまではPS3専用サービスだったため「PLAYSTATION Store」だった）。
  - 9月24日 - 日本でPS3向けに動画の有料配信を開始[2]。SD画質の場合はPSPに転送できる。
  - 10月15日 - PSPから直接アクセスできるPlayStation Storeのサービス開始。
- 2008年
  - 11月6日 -「PlayStation Storeのユーザーインターフェイス」がグッドデザイン賞を受賞[3]。
- 2009年
  - 7月15日 - PlayStation以外のプラットフォームとしては初めてとなる「PCエンジンアーカイブス」の取り扱いが開始され、PCエンジン用のゲームソフトを配信開始。
  - 7月22日 - PlayStation StoreからPSPへビデオコンテンツを直接ダウンロード可能になる。
  - 9月 - PS3のシステムソフトウェア3.00アップデートと共にダイナミックカスタムテーマ（動く背景などを利用可能）の配信を開始。
  - 11月2日 - ビデオコンテンツを強化。従来のアニメ中心から海外と同様に映画・ドラマ・ミュージックビデオなども提供（2008年開始当初の段階では国内はアニメのみが配信されていた、コンテンツ強化に合わせてレンタルだけでなく販売（セル）も始まった、更新日は毎週水曜日）。
  - 12月10日 - PSP向けにコミックの配信を開始。
- 2010年
  - 5月31日 - SCEJは、6月10日より3D立体視対応版ゲームを配信することを発表[4][5]。またソニーは、3D BRAVIAの購入キャンペーンを開始。6月10日から9月30日の間、3D BRAVIAを購入すると、3D立体視に対応するゲーム「Mr.PAIN」「STAR STRIKE HD」「WipEout HD」の3タイトルと「MotorStorm2」の体験版を無料でダウンロードできるプロダクトコードがプレゼントされる[6]。
- 2011年
  - 1月27日 - Android（PlayStation Suite（現：PlayStation Mobile））向けにも提供すると発表。
  - 4月21日 - PlayStation Network個人情報流出事件に伴う大規模なサービス停止（全世界）。
  - 7月6日 - 2ヶ月半ぶりにサービス再開（日本）。なお、日本を除く地域は6月にサービスが再開。
  - 11月18日 - 1アカウントあたりの機器認証台数が最大5台（機種問わず）から、PS3が最大2台、PSP（PSP goやPS Vitaを含む）が最大2台に変更となる。ただし、変更以前に購入したソフトの機器認証台数は変更前と変わらない[7]。
- 2012年
  - 3月15日 - コミックコンテンツの新規コンテンツ追加更新を終了[8]。
  - 9月末 - PlayStation Store内のコミックカテゴリでのコンテンツの購入を終了[8]。
  - 12月 - コミックコンテンツの購入済みコンテンツの再ダウンロード、「コミックリーダー」のダウンロード提供を終了[8]。PSPのみ対応していた。PS3からではコンテンツ一覧に表示されない。PSPに専用のコミックリーダーをインストールする必要がある。ページの形式は通常の漫画と同じで、コミックリーダーがコマを拡大表示してくれる。アナログパッドでページ内の任意の位置を見る事も可能である。更新日は毎週木曜日であり、殆どの作品は1巻ごとでの販売だが、フルカラーで着色されている作品は1話単位での販売だった。
- 2013年
  - 5月20日 - PCやスマートデバイスのウェブブラウザでPlayStation Storeにアクセスできる「Sony Entertainment Network オンラインストア（現：PlayStation Store (WEB)）」をオープンすると発表。購入後のコンテンツがPS3/PS4/PS Vitaへ自動的にダウンロードされるよう設定できる「リモートダウンロード機能」も実装されている。App StoreやGoogle Playからダウンロードする「PlayStation App」からも利用できる。
- 2014年
  - 3月3日 - 「PlayStation Network カード/チケット」が「PlayStation Storeカード/チケット」に改名発表。
  - 3月14日 - 「ドコモ ケータイ払い」と「auかんたん決済」に対応発表。
  - 11月18日 - 「ソフトバンクまとめて支払い」に対応発表。
- 2016年
  - 3月31日 - PSP向けのPlayStation Storeのサービスが終了[9]。PSPから直接アクセスできるPSストアはサービスを停止したが、PCやPS3を経由してPSP向けコンテンツをインストールすることは引き続き可能。
- 2018年
  - 4月6日 - PS3のPlayStation Storeにおけるビデオコンテンツ購入、およびレンタルを停止。
- 2020年
  - 10月27日〜28日 - PCとモバイルからPSP、PS3、PS Vitaのコンテンツが購入不可に[10]。PS3とPS Vitaに関してはそれぞれのハードからアクセスする事で引き続き購入は可能だが、PSP向けサービスは既に終了しているため、PS3もPS Vitaも持っていないユーザーはPSPコンテンツの購入が不可能になる。
- 2021年
  - 3月2日 - ビデオコンテンツの終了を発表。HD画質とSD画質の映像作品を扱い、レンタル方式とセル方式で販売された。レンタル方式ではダウンロード後で未再生かつ未転送の場合は30日間保持できる。再生または転送後は72時間視聴でき、SD画質の作品はPSP、PS Vitaへの転送に対応している。セル方式はSD画質の場合はPSP、PS Vitaにコピーすることも可能である。映画作品は基本的にはセル方式だが、期間限定でレンタル方式でも扱われることがある。
  - 3月30日 - PS3およびPSP・PS VitaのPlayStation Storeにおける新規コンテンツ購入を同年7月2日に停止する予定だった[11]が、4月20日にSIEの社長でありCEOでもあるジム・ライアン名義で、PS3およびPS VitaのPlayStation Storeにおける新規コンテンツ購入の停止予定を撤回、継続させることを発表した[12][13]。
  - 7月6日 - PSPのPlayStation Storeにおける新規コンテンツ購入が停止。元々は7月2日の予定だったが延期された[14]。オンラインでのアーカイブソフトも含むソフトの購入ができなくなる他、DLCの購入もできなくなる。なお購入済みコンテンツの再ダウンロードに関しては、この日以降も可能[15]。但し、元々PSP向けストアは2016年に終了しており、これはゲーム内のストアでの購入機能を指している。PSP用コンテンツ自体はこの日以降もPS3とPS Vitaで購入可能。しかしその説明が無かったため、この日を以ってPSP用コンテンツ購入が不可能になるという誤解を与え、一部の駆け込み買いなどの混乱を招いた[14]
  - 8月31日 - PS4およびPS5のPlayStation Storeにおけるビデオコンテンツ購入、およびレンタルを停止。
  - 10月27日 - PS3およびPS VitaのPlayStation Storeにおけるクレジットカード直接決済の停止（PS Storeカード/チケットの使用や、PS4・PS5・PC経由による（クレジットカード直接決済での）ウォレット・チャージに関しては引き続き行える）。それに伴い、PS3およびPSP・PS VitaのCERO：Z（18才以上のみ対象）指定のゲームが配信停止となり購入が不可能になる。
    - PCのブラウザにてPC用「PS Store」HPのウォレット・チャージ画面を開き、支払い方法として登録したクレジットカードよりウォレット購入（チャージ）をした後、支払い方法登録内容を消去しないまま、PS3上の「PS Store」より希望ソフトを購入しようとすると、前述でチャージを済ませた筈のウォレット決済操作を試みても、強制的に（もうPS3用「PS Store」では正常動作しない）クレジットカード決済処理に入る事で、クレジットカードの不備通知エラーが常時表示されて全く先に進めない問題が残っている。PC用「PS Store」にて必要なウォレット・チャージを済ませる度に支払い方法に登録したクレジットカードを完全消去の上、PS3用「PS Store」を開く事（つまりPC用「PS Store」ウォレット・チャージが必要になった都度、毎回事前に前回消去していおいた支払い方法登録をやり直さないといけない）で一応回避可能。
- 2022年
  - 5月11日 - システムアップデートにより、PS3とPS VitaからPlayStation Networkへのサインイン、およびストアの利用にはPCやスマートフォンを用いた機器認証が必要になった[16]。

## ウォレット（財布）
「ウォレット」はPlayStation Network（PSN）のアカウント毎に割り当てられている仮想財布である。プリペイド式なのでこのウォレットに残高が無いと買い物等の支払いは不可能である。購入方法はストア内でコンテンツを選択し、仮想的なショッピングカートにコンテンツを追加して購入しダウンロードする。単品毎にダウンロードすることも可能である。決済はアカウントのウォレットから支払う。
ウォレットに金額を補充する行為を「チャージ」（入金）という。金額を補充するには次の種類がある。
- クレジットカード（CERO：Z（18才以上のみ対象）指定のゲームの購入には必須、Vプリカなどプリペイド型については動作保証外）
- PS Storeカード/チケット
- モバイル決済（「ドコモ ケータイ払い」「auかんたん決済」「ソフトバンクまとめて支払い」）
- PayPal

ウォレットに1,000円単位でチャージして使用する。上限は55,000円と決められており、それ以上はいくらチケットやカード等を持っていてもチャージできない。サブアカウントではチャージできないようになっている。また、クレジットカード、Edyを使ってチャージする場合、購入金額に1,000円以上のウォレットが不足する状態で追加チャージすると、ウォレットが購入金額と同額となるように1円単位でチャージが可能となっており、ウォレットの残額を使い切ることができる。
PS Storeカード/チケットも同様であるが、クレジットカードはカード発行の当該地域のストアでのみ使用出来る（つまり、日本発行のクレジットカードを使って米国・欧州・香港のストアのコンテンツを購入する事は不可能である）。これは登録している住所が本来居住している住所ではない（北米版ならば米国50州から地域を選択する形式の為、日本の住所は必然的に登録出来ないようになっている）が故、カード所有者本人か確認出来ない為である。
PS Storeカード/チケット（旧称：PSN カード/チケット）はプリペイド型のカード/チケットであり、電子マネーの一種である。購入後はカード/チケットに記載されているカード/チケット番号をストアに登録すると、ウォレットにチャージされてストアで金額分の買い物ができるようになる。これらには有効期限が定められている場合もあるので、その場合は期限内にチャージしないと無効になる。ただし、有効期限のあるチケットでもチャージして自分のウォレットに入れてしまえば有効期限はなくなる。
カード
「ストアカード」は全国のPlayStation取扱店とコンビニエンスストア/ショップなどで購入可能なスクラッチ式のプリペイドカード。1,100円、3,000円、5,000円、10,000円、15,000円がある。「プラスカード」は3ヶ月利用権、12ヶ月利用権がありPlayStation Plusが利用できる。
チケット
コンビニエンスストア/ショップや電子マネーやe-idで購入可能な印字されたライブチケットタイプ。1,000円、3,000円、5,000円、10,000円の4種類がある。ローソン等の全国約5万ヶ所以上のコンビニエンスストアおよび郵便局のATM（携帯電話メールで予約後、郵便局ATMにて支払う）で購入できる。郵便局ATMで買う時にはイーコンテクストの携帯サイトにて事前の申し込みが必要である。郵便局ATMで支払った後にチャージ用のコードが携帯電話にメールで送られてくる。
2021年10月27日を以って、PS3、PS VitaにおけるPS Storeカード/チケット以外の使用が停止された。クレジットカードなどを使った即時決済が不可能になったため、これらプラットフォームのストアで購入するには予めPS4、PS5、PC側でウォレットのチャージを行っておく必要がある。PS Storeカード/チケットの使用は引き続き可能。

## その他
- 『ファミ通』2009年7月10日号のインタビュー『PSP goを丸裸にする!!』にて「もともとPSPを作る時点でPlayStation Storeを付ける予定だった。」と語った。
- PSN カードは金券扱いであり、小売への利益は全くないと言われている[19]。
- ほかのダウンロードサービス同様、アセット・フリップといった粗製乱造する業者が問題視されており、このようなソフトの一斉削除が行われたこともあった[20]。また、ソフトの中には商業利用が禁止されている3Dモデルを流用していた例もあった[21]。